# Friedrich Silcher
Philipp Friedrich Silcher (ur. 27 czerwca 1789 w Schnait zm. 26 sierpnia 1860 w Tybindze) – niemiecki kompozytor.

## Życiorys
Podstawy edukacji muzycznej otrzymał od ojca, w latach 1803–1806 uczył się w Fellbach u miejscowego organisty, Nikolausa Ferdinanda Auberlena. Początkowo pracował jako nauczyciel w Schorndorf, a od 1809 roku w Ludwigsburgu. W 1815 roku wyjechał do Stuttgartu, gdzie został uczniem Rodolphe’a Kreutzera (kompozycja) i Johanna Nepomuka Hummla (fortepian). W 1817 roku osiadł w Tybindze, gdzie został dyrektorem muzycznym tamtejszego uniwersytetu oraz wykładowcą kolegium ewangelickiego. Tworzył repertuar dla chórów kościelnych, towarzystw śpiewaczych, chórów szkolnych i na potrzeby muzykowania domowego. W 1829 roku założył przy uniwersytecie Akademische Liedertafel, którą kierował przez następne trzy dekady. W 1852 roku uniwersytet w Tybindze przyznał mu tytuł doktora honoris causa.
W 1912 roku w jego domu rodzinnym w Tybindze utworzono poświęcone kompozytorowi muzeum, a w 1952 roku powstało w nim archiwum jego twórczości.

## Twórczość
Był propagatorem niemieckiego folkloru muzycznego, jego działalność podporządkowana była idei kształcenia muzycznego poprzez śpiew zespołowy. Zbierał i opracowywał ludowe pieśni niemieckie. Napisał też około 250 własnych pieśni, z których wiele, jak najbardziej popularna Lorelei (Ich weiss nicht, was soil es bedeuten) do tekstu Heinricha Heinego, było później przedrukowywanych w różnych zbiorach i przez nieporozumienie uważane za pieśni ludowe.
Opublikował prace Geschichte des evangelischen Kirchengesanges (1844) oraz Harmonie- und Kompositionslehre (1851, 2. wyd. 1859).